# Bielsko Pomorskie
Bielsko Pomorskie – zlikwidowany przystanek osobowy w Bielsku w Polsce, w województwie pomorskim, w powiecie człuchowskim, w gminie Koczała.